# Université de São Paulo
L'université de São Paulo (en portugais : Universidade de São Paulo ou USP) est l'une des trois universités publiques financées par l'État de São Paulo. L'USP est l'un des plus grands établissements du Brésil et d'Amérique latine, avec approximativement 82 000 étudiants inscrits. L'établissement est le meilleur dans la région ibéro-américaine selon le SIR World Report 2012 (SCImago Institutions Rankings), le University Ranking by Academic Performance 2012 (URAP), le Mines ParisTech 2011 et le Times Higher Education World University Rankings (2020),,.
Il est composé de onze campus, quatre d'entre eux étant dans la ville de São Paulo (le campus principal s'appelle campus Armando de Salles Oliveira). Les autres antennes sont situées dans les villes de Bauru, Lorena, Piracicaba, Pirassununga, Ribeirão Preto, les deux derniers campus formant la ville de São Carlos. L'USP est impliquée dans l'enseignement, la recherche dans tous les domaines de la connaissance et a été identifiée en tant que meilleure université en Amérique latine.
L'USP a également rassemblé plusieurs des établissements de recherches et d'enseignement supérieur dans l'État, tel que la Faculté de médecine, la Faculté de droit et l'école polytechnique et l'école du génie de São Carlos.
L'école polytechnique inclut des départements de génie civil, électrique, mécanique, métallurgique, naval et océanique, et chimique.

## Histoire

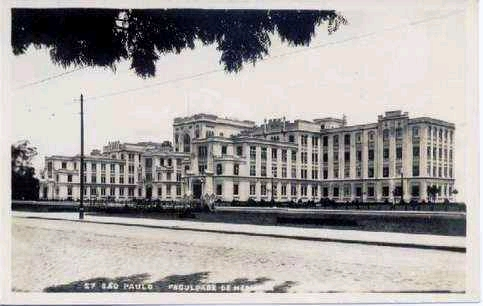
La faculté de médecine au début du XXe siècle.

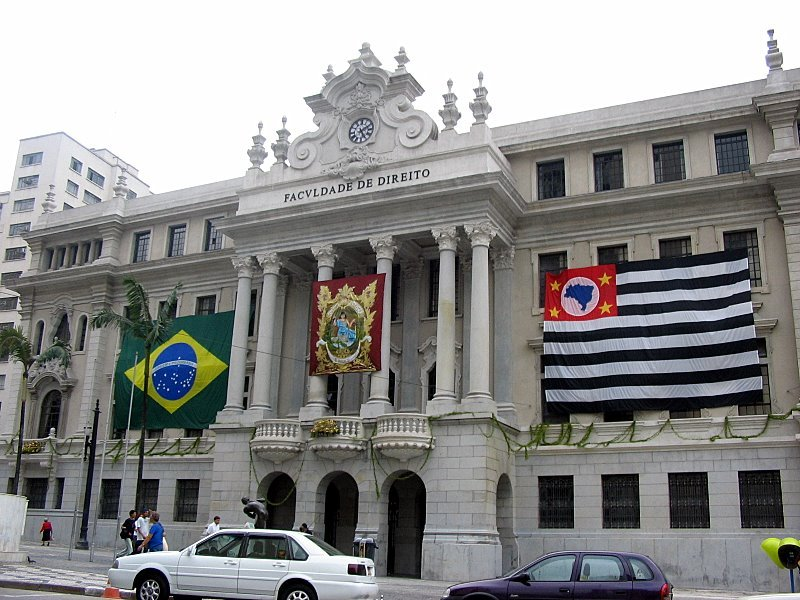
La faculté de droit.

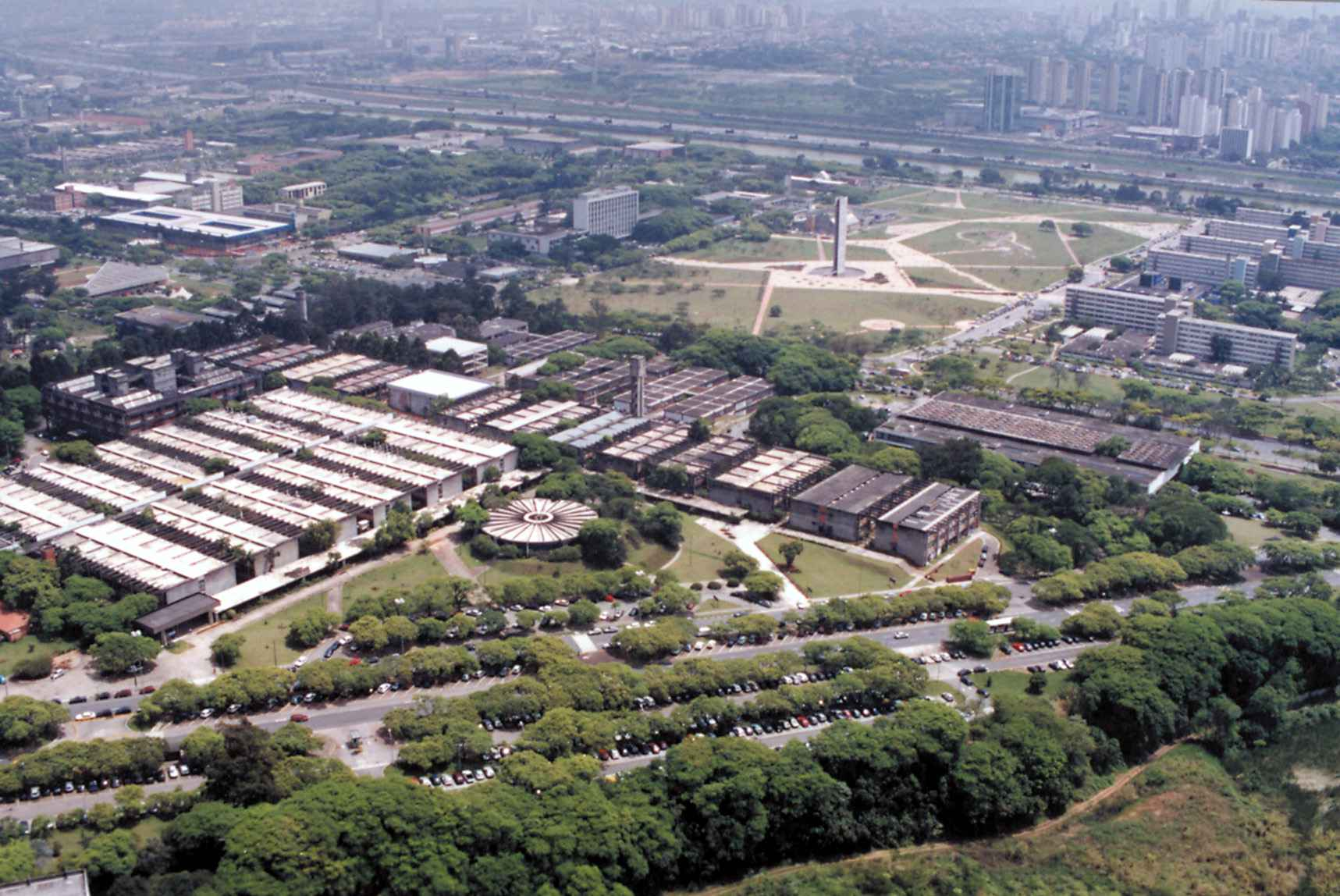
Vue aérienne du campus.

À la suite de la défaite de São Paulo lors de la Révolution de 1932, l'État se sent contraint de former une nouvelle élite capable de contribuer au perfectionnement des institutions, du gouvernement et à l'amélioration du pays. Un groupe d'entrepreneurs fonde alors en 1933 l' Escola Livre de Sociologia e Política (pt), puis le gouverneur de São Paulo crée l'université de São Paulo (USP) en 1934,.

## Personnalités liées à l'université

### Enseignants
- Robert Henri Aubreton
- Roger Bastide 1938-1954
- Fernand Braudel 1935-1936
- Sérgio Buarque de Holanda
- Antonio Candido
- François Châtelet 1971
- Émile Coornaert 1934-1935
- João Cruz Costa
- Pierre Deffontaines 1934-1935
- Jean Dieudonné 1946-1948
- Mário Eduardo Viaro 1968
- Ana Fani Alessandri Carlos
- Victor Goldschmidt (philosophe)
- Gilles Gaston Granger
- Martial Gueroult
- Paul Hugon 1939-1972
- Lúcio Kowarick
- Evaristo de Miranda 1987-1999
- Gérard Lebrun 1960; 1973-1978
- Claude Lévi-Strauss 1935-1938
- Scarlett Marton
- Jean Maugüé 1934-1935
- Pierre Monbeig 1935-1946
- Milton Santos
- Jean-Pierre Vernant 1971

### Étudiants
- Maria Sylvia Zanella di Pietro, doctorante en droit.
- Mariza Corrêa, doctorante en sciences politiques.
- Martha San Juan França, diplôme de journalisme.
- Ana Maria Tavares (1958-), artiste brésilienne.